# Mus (Gard)
Pour les articles homonymes, voir Mus.
Mus (prononcer mu:s) est une commune française située dans le sud du département du Gard, en région Occitanie.
Exposée à un climat méditerranéen, elle est drainée par le canal d'irrigation du Bas-Rhône Languedoc.
Mus est une commune urbaine qui compte 1 597 habitants en 2022, après avoir connu une forte hausse de la population depuis 1962. Elle est dans l'unité urbaine de Vergèze et fait partie de l'aire d'attraction de Nîmes. Ses habitants sont appelés les Mussois et Mussoises.

## Géographie

### Localisation
|              | Calvisson |          |
| Aigues-Vives | Mus       | Vergèze  |
|              |           | Codognan |

### Climat
Pour des articles plus généraux, voir Climat de l'Occitanie et Climat du Gard.
En 2010, le climat de la commune est de type climat méditerranéen franc, selon une étude s'appuyant sur une série de données couvrant la période 1971-2000. En 2020, Météo-France publie une typologie des climats de la France métropolitaine dans laquelle la commune est exposée à un climat méditerranéen et est dans la région climatique Provence, Languedoc-Roussillon, caractérisée par une pluviométrie faible en été, un très bon ensoleillement (2 600 h/an), un été chaud (21,5 °C), un air très sec en été, sec en toutes saisons, des vents forts (fréquence de 40 à 50 % de vents > 5 m/s) et peu de brouillards.
Pour la période 1971-2000, la température annuelle moyenne est de 14,5 °C, avec une amplitude thermique annuelle de 17,1 °C. Le cumul annuel moyen de précipitations est de 664 mm, avec 6 jours de précipitations en janvier et 2,7 jours en juillet. Pour la période 1991-2020, la température moyenne annuelle observée sur la station météorologique la plus proche, située sur la commune de Gallargues-le-Montueux à 3 km à vol d'oiseau, est de 15,5 °C et le cumul annuel moyen de précipitations est de 674,8 mm,. Pour l'avenir, les paramètres climatiques de la commune estimés pour 2050 selon différents scénarios d'émission de gaz à effet de serre sont consultables sur un site dédié publié par Météo-France en novembre 2022.

### Milieux naturels et biodiversité
Aucun espace naturel présentant un intérêt patrimonial n'est recensé sur la commune dans l'inventaire national du patrimoine naturel,,.

## Urbanisme

### Typologie
Au 1er janvier 2024, Mus est catégorisée petite ville, selon la nouvelle grille communale de densité à sept niveaux définie par l'Insee en 2022.
Elle appartient à l'unité urbaine de Vergèze, une agglomération intra-départementale regroupant trois  communes, dont elle est une commune de la banlieue,,. Par ailleurs la commune fait partie de l'aire d'attraction de Nîmes, dont elle est une commune de la couronne,. Cette aire, qui regroupe 92 communes, est catégorisée dans les aires de 200 000 à moins de 700 000 habitants,.

### Occupation des sols
L'occupation des sols de la commune, telle qu'elle ressort de la base de données européenne d’occupation biophysique des sols Corine Land Cover (CLC), est marquée par l'importance des territoires agricoles (64,6 % en 2018), en diminution par rapport à 1990 (67,2 %). La répartition détaillée en 2018 est la suivante : 
cultures permanentes (58,1 %), zones urbanisées (32,5 %), zones agricoles hétérogènes (6,5 %), forêts (2,9 %). L'évolution de l’occupation des sols de la commune et de ses infrastructures peut être observée sur les différentes représentations cartographiques du territoire : la carte de Cassini (XVIIIe siècle), la carte d'état-major (1820-1866) et les cartes ou photos aériennes de l'IGN pour la période actuelle (1950 à aujourd'hui).

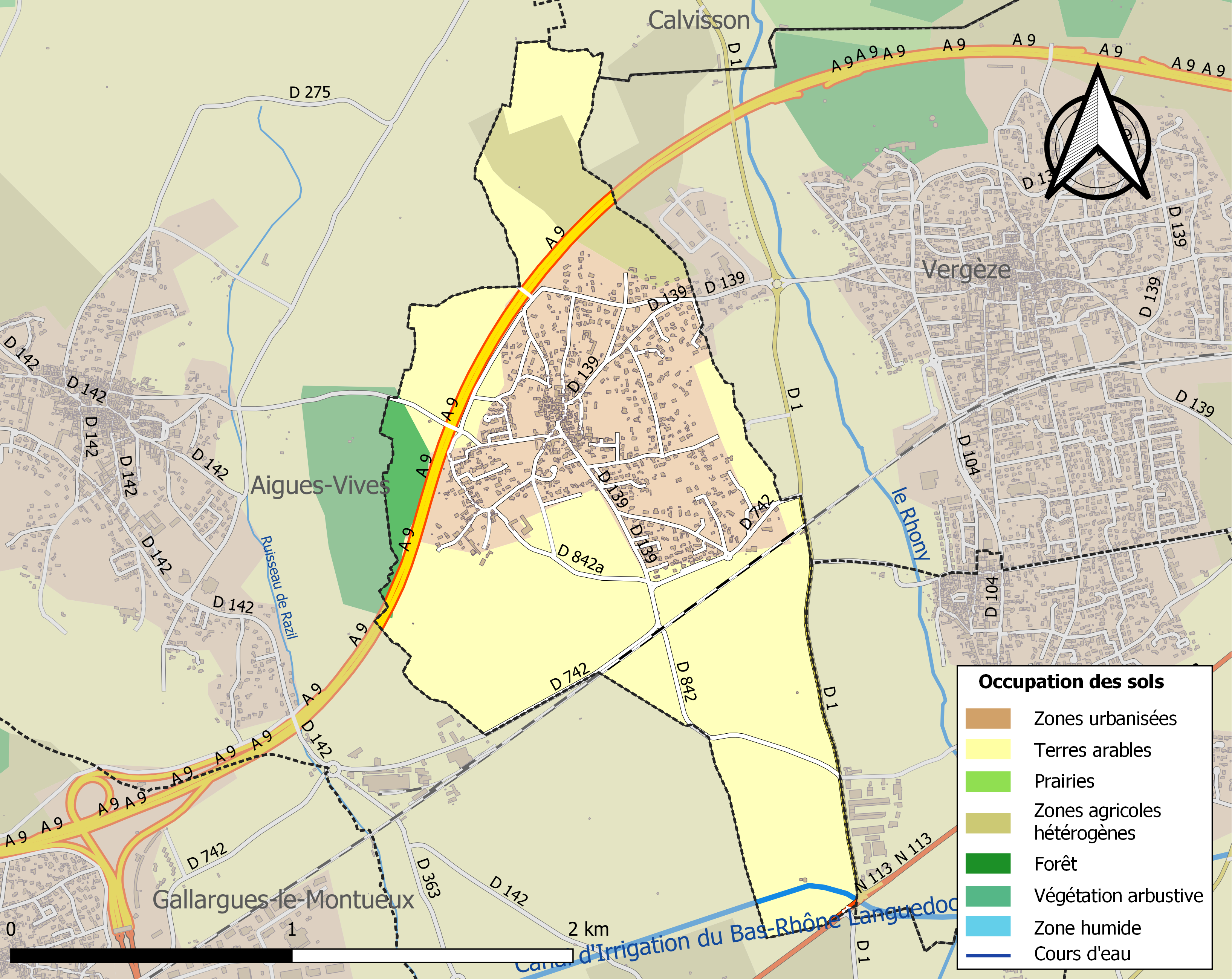
Carte des infrastructures et de l'occupation des sols de la commune en 2018 (CLC).

### Risques majeurs
Le territoire de la commune de Mus est vulnérable à différents aléas naturels : météorologiques (tempête, orage, neige, grand froid, canicule ou sécheresse), inondations, feux de forêts et séisme (sismicité faible). Il est également exposé à deux risques technologiques, le transport de matières dangereuses et  le risque industriel. Un site publié par le BRGM permet d'évaluer simplement et rapidement les risques d'un bien localisé soit par son adresse soit par le numéro de sa parcelle.

#### Risques naturels
Certaines parties du territoire communal sont susceptibles d’être affectées par le risque d’inondation par débordement de cours d'eau et par une crue torrentielle ou à montée rapide de cours d'eau, notamment le canal du Bas-Rhône Languedoc. La commune a été reconnue en état de catastrophe naturelle au titre des dommages causés par les inondations et coulées de boue survenues en 1982, 1988, 1994, 2005 et 2021,.

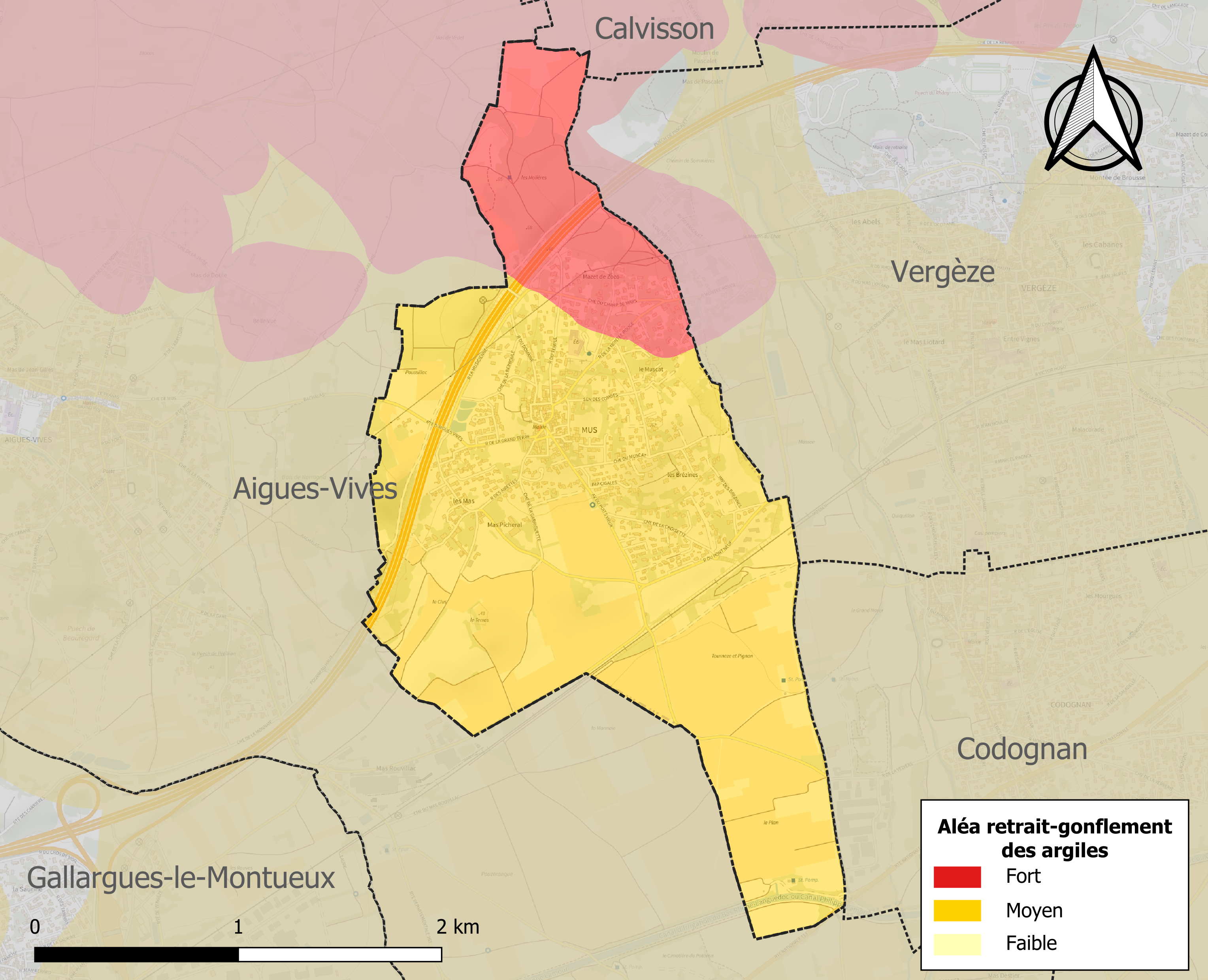
Carte des zones d'aléa retrait-gonflement des sols argileux de Mus.

Le retrait-gonflement des sols argileux est susceptible d'engendrer des dommages importants aux bâtiments en cas d’alternance de périodes de sécheresse et de pluie. La totalité de la commune est en aléa moyen ou fort (67,5 % au niveau départemental et 48,5 % au niveau national). Sur les 585 bâtiments dénombrés sur la commune en 2019, 585 sont en aléa moyen ou fort, soit 100 %, à comparer aux 90 % au niveau départemental et 54 % au niveau national. Une cartographie de l'exposition du territoire national au retrait gonflement des sols argileux est disponible sur le site du BRGM,.
Par ailleurs, afin de mieux appréhender le risque d’affaissement de terrain, l'inventaire national des cavités souterraines permet de localiser celles situées sur la commune.

#### Risques technologiques
La commune est exposée au risque industriel du fait de la présence sur son territoire d'une entreprise soumise à la directive européenne SEVESO.
Le risque de transport de matières dangereuses sur la commune est lié à sa traversée par des infrastructures routières ou ferroviaires importantes ou la présence d'une canalisation de transport d'hydrocarbures. Un accident se produisant sur de telles infrastructures est en effet susceptible d’avoir des effets graves au bâti ou aux personnes jusqu’à 350 m, selon la nature du matériau transporté. Des dispositions d’urbanisme peuvent être préconisées en conséquence.

## Toponymie
Attestée sous la forme Murs en 1060.
Provençal Mus, du roman Murs, du bas latin Murus, Muri.
Les habitants s'appellent les Mussois et Mussoises.

## Histoire

### Antiquité
Les premières traces d'habitation dans les environs de la commune sont celles des Romains. Des vestiges de thermes ont été retrouvés non loin du village de Mus et il semblerait qu'une petite communauté de Romains s'installe et forme une sorte de hameau appelé plus tard Patarin. Un évènement inconnu poussent les habitants de Patarin à quitter leurs demeures pour venir se réfugier sur la colline qui domine l'endroit, certainement pour se protéger de certaines attaques. Un nouveau village est donc formé sur la colline et des murs de protection furent construits.

### Moyen Âge
Au Moyen Âge, les murs de protection furent fortifiés pour protéger encore mieux la population qui grandissait et peut-être même des menaces arabes. C’est d’ailleurs de cette fortification que la ville tient son nom. Elle fut d’abord appelée Murs puis, progressivement, par déformation de la langue, son nom s’est transformé pour devenir ce qu’il est aujourd’hui : Mus.
Par la suite les murs ne furent pas entretenus et les fortifications disparurent petit à petit. Il reste cependant quelques vestiges de cette muraille et lorsqu’on se promène dans les ruelles du village ancien, on peut avoir à passer sous l’une des nombreuses portes qui existent encore.
Le village est mentionné Murs, villa in Valle-Anagia en 1060 dans le cartulaire du chapitre cathédral de Notre-Dame de Nîmes et en 1094 dans le cartulaire de l'abbaye de Psalmodie.

## Politique et administration

### Liste des maires
| Période                                  | Période  | Identité         | Étiquette | Qualité |
| ---------------------------------------- | -------- | ---------------- | --------- | --- |
| 2001                                     | 2017     | Vivette Lopez    | LR        | Secrétaire de mairie Auditrice IHEDN Vice-présidente de la communauté de communes Rhôny Vistre Vidourle (2008-2017) Sénatrice du Gard (depuis 2014) |
| 2017                                     | 2020     | Gérard Duplan    | DVD       | Vice-Président de la Communauté de communes Rhôny Vistre Vidourle                                                                                   |
| 2020                                     | En cours | Patrick Benezech | DVG       | |
| Les données manquantes sont à compléter. |          |                  |           | |

## Population et société

### Démographie
L'évolution du nombre d'habitants est connue à travers les recensements de la population effectués dans la commune depuis 1793. Pour les communes de moins de 10 000 habitants, une enquête de recensement portant sur toute la population est réalisée tous les cinq ans, les populations de référence des années intermédiaires étant quant à elles estimées par interpolation ou extrapolation. Pour la commune, le premier recensement exhaustif entrant dans le cadre du nouveau dispositif a été réalisé en 2006.

En 2022, la commune comptait 1 597 habitants, en évolution de +14,32 % par rapport à 2016 (Gard : +2,97 %, France hors Mayotte : +2,11 %).
| 1793 | 1800 | 1806 | 1821 | 1831 | 1836 | 1841 | 1846 | 1851 |
| ---- | ---- | ---- | ---- | ---- | ---- | ---- | ---- | ---- |
| 350  | 403  | 482  | 511  | 546  | 596  | 562  | 556  | 536  |

| 1856 | 1861 | 1866 | 1872 | 1876 | 1881 | 1886 | 1891 | 1896 |
| ---- | ---- | ---- | ---- | ---- | ---- | ---- | ---- | ---- |
| 555  | 541  | 590  | 547  | 522  | 426  | 465  | 502  | 488  |

| 1901 | 1906 | 1911 | 1921 | 1926 | 1931 | 1936 | 1946 | 1954 |
| ---- | ---- | ---- | ---- | ---- | ---- | ---- | ---- | ---- |
| 478  | 457  | 392  | 344  | 341  | 325  | 317  | 264  | 318  |

| 1962 | 1968 | 1975 | 1982 | 1990 | 1999  | 2006  | 2011  | 2016  |
| ---- | ---- | ---- | ---- | ---- | ----- | ----- | ----- | ----- |
| 313  | 382  | 406  | 565  | 768  | 1 049 | 1 176 | 1 324 | 1 397 |

| 2021  | 2022  | - | - | - | - | - | - | - |
| ----- | ----- | - | - | - | - | - | - | - |
| 1 542 | 1 597 | - | - | - | - | - | - | - |

### Manifestations culturelles et festivités
Chaque année, le village organise une Fête votive. La jeunesse mussoise, accompagnée des moins jeunes, se rassemble pour faire la fête. Avec ses abrivados, ses bandidos, ses encieros et ses courses de nuit, la fête à Mus est un évènement de la période estivale en Petite Camargue.
Festival de Musique de Mus : depuis 2008, en avril et en octobre, l'association Musica Domitia et l'ensemble "Les Chambristes", organisent un festival sur 3 ou 4 jours. Ces soirées et concerts de midi  sont dédiés principalement à la musique de chambre et, en octobre, plus particulièrement au piano. 
https://www.festivaldemus.com/

## Économie

### Revenus
En 2018  (données Insee publiées en septembre 2021), la commune compte 584 ménages fiscaux, regroupant 1 491 personnes. La médiane du revenu disponible par unité de consommation est de 23 460 € (20 020 € dans le département).

### Emploi
|                | 2008   | 2013  | 2018  |
| -------------- | ------ | ----- | ----- |
| Commune        | 7,5 %  | 6,2 % | 8,1 % |
| Département    | 10,6 % | 12 %  | 12 %  |
| France entière | 8,3 %  | 10 %  | 10 %  |

En 2018, la population âgée de 15 à 64 ans s'élève à 914 personnes, parmi lesquelles on compte 74,9 % d'actifs (66,8 % ayant un emploi et 8,1 % de chômeurs) et 25,1 % d'inactifs,. Depuis 2008, le taux de chômage communal (au sens du recensement) des 15-64 ans est inférieur à celui de la France et du département.
La commune fait partie de la couronne de l'aire d'attraction de Nîmes, du fait qu'au moins 15 % des actifs travaillent dans le pôle,. Elle compte 153 emplois en 2018, contre 126 en 2013 et 103 en 2008. Le nombre d'actifs ayant un emploi résidant dans la commune est de 616, soit un indicateur de concentration d'emploi de 24,9 % et un taux d'activité parmi les 15 ans ou plus de 59,8 %.
Sur ces 616 actifs de 15 ans ou plus ayant un emploi, 99 travaillent dans la commune, soit 16 % des habitants. Pour se rendre au travail, 87,4 % des habitants utilisent un véhicule personnel ou de fonction à quatre roues, 4,1 % les transports en commun, 4,5 % s'y rendent en deux-roues, à vélo ou à pied et 4 % n'ont pas besoin de transport (travail au domicile).

### Activités hors agriculture

#### Secteurs d'activités
117 établissements sont implantés  à Mus au 31 décembre 2019. Le tableau ci-dessous en détaille le nombre par secteur d'activité et compare les ratios avec ceux du département,.
| Secteur d'activité                                                                                        | Commune | Commune | Département |
| Secteur d'activité                                                                                        | Nombre  | %       | %           |
| --- | ------- | ------- | ----------- |
| Ensemble                                                                                                  | 117     | 100 %   | (100 %)     |
| Industrie manufacturière, industries extractives et autres                                                | 5       | 4,3 %   | (7,9 %)     |
| Construction                                                                                              | 28      | 23,9 %  | (15,5 %)    |
| Commerce de gros et de détail, transports, hébergement et restauration                                    | 38      | 32,5 %  | (30 %)      |
| Information et communication                                                                              | 1       | 0,9 %   | (2,2 %)     |
| Activités financières et d'assurance                                                                      | 4       | 3,4 %   | (3 %)       |
| Activités immobilières                                                                                    | 2       | 1,7 %   | (4,1 %)     |
| Activités spécialisées, scientifiques et techniques et activités de services administratifs et de soutien | 15      | 12,8 %  | (14,9 %)    |
| Administration publique, enseignement, santé humaine et action sociale                                    | 18      | 15,4 %  | (13,5 %)    |
| Autres activités de services                                                                              | 6       | 5,1 %   | (8,8 %)     |

Le secteur du commerce de gros et de détail, des transports, de l'hébergement et de la restauration est prépondérant sur la commune puisqu'il représente 32,5 % du nombre total d'établissements de la commune (38 sur les 117 entreprises implantées  à Mus), contre 30 % au niveau départemental.

#### Entreprises et commerces
Les deux entreprises ayant leur siège social sur le territoire communal qui génèrent le plus de chiffre d'affaires en 2020 sont : 
- Confort Developpement Energies - CDE, travaux d'installation d'équipements thermiques et de climatisation (517 k€)
- Bine-Export, commerce de gros (commerce interentreprises) alimentaire non spécialisé (40 k€)

### Agriculture
|               | 1988 | 2000 | 2010 | 2020 |
| ------------- | ---- | ---- | ---- | ---- |
| Exploitations | 22   | 12   | 10   | 5    |
| SAU (ha)      | 203  | 227  | 159  | 93   |

La commune est dans la « Plaine Viticole », une petite région agricole occupant le  sud-est du département du Gard. En 2020, l'orientation technico-économique de l'agriculture  sur la commune est la viticulture. Cinq exploitations agricoles ayant leur siège dans la commune sont dénombrées lors du recensement agricole de 2020 (22 en 1988). La superficie agricole utilisée est de 93 ha,,.

## Culture locale et patrimoine

### Édifices civils
- Beffroi communal : clocher de l'église.

### Édifices religieux
- Église Saint-Jean-Baptiste de Mus : le clocher a été surélevé en 1898 afin d'abriter une sorte de campanile avec cloche à l'air libre surmontée d'un chapeau en zinc sonnant les heures.
- Temple protestant de Mus de style néo classique du début du XIXe siècle.

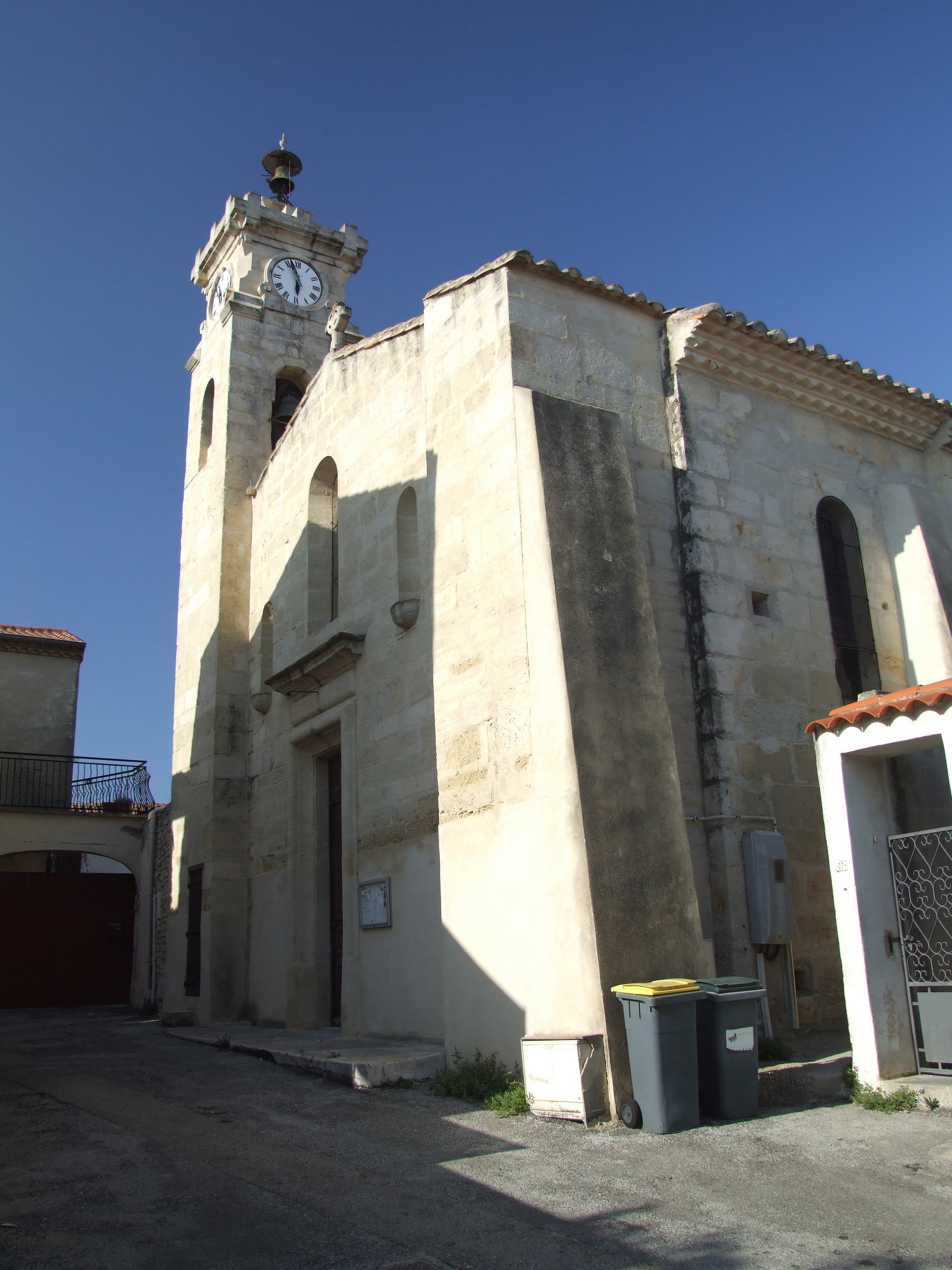
Église Saint-Jean-Baptiste de Mus.
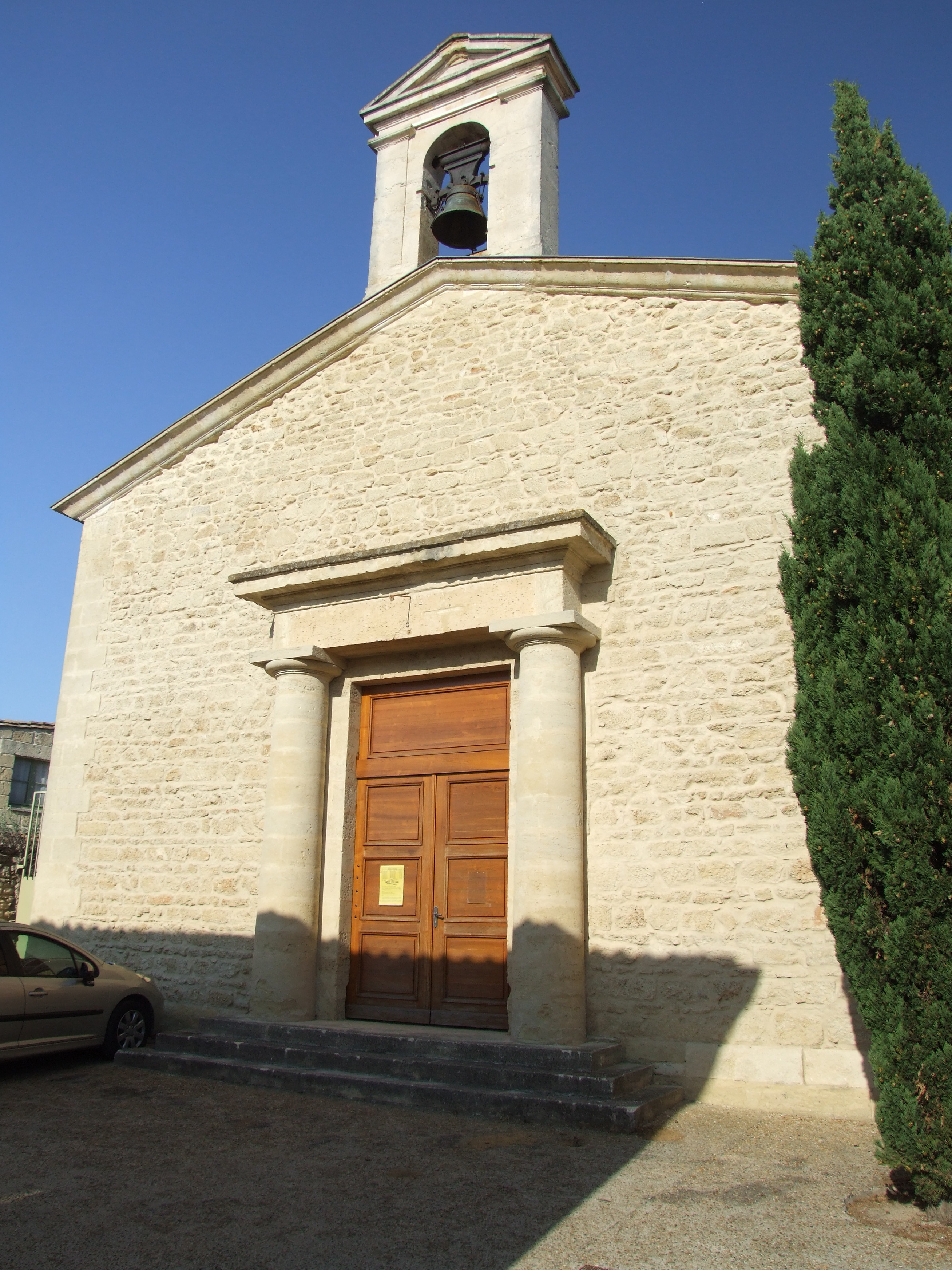
Temple protestant de Mus.

### Patrimoine environnemental

Vues aériennes de Mus
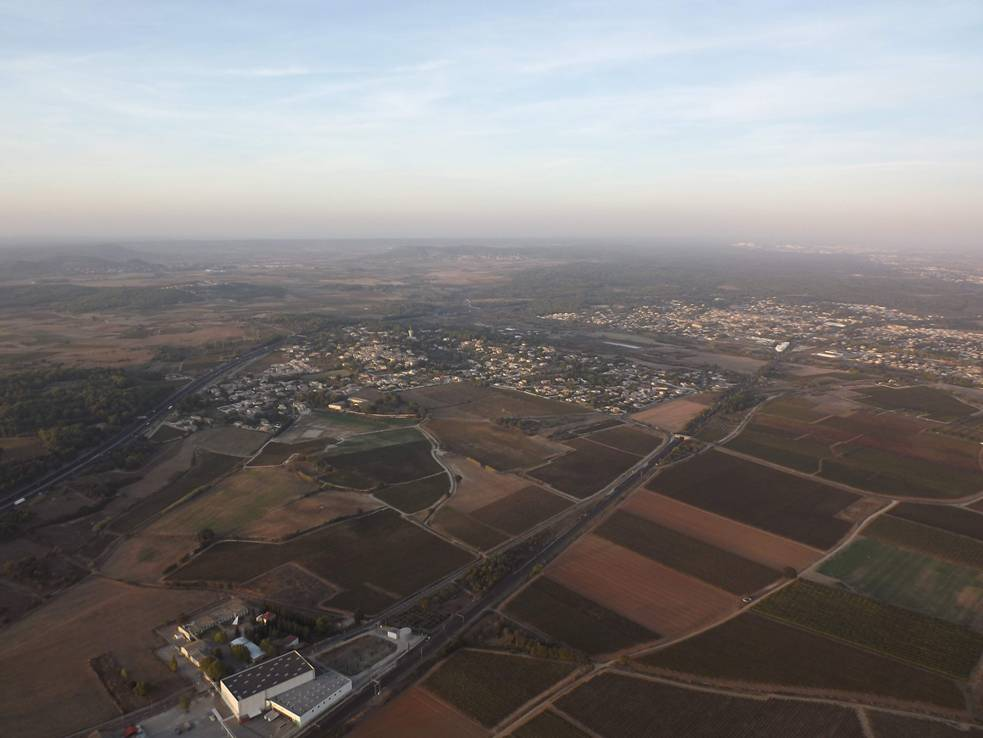
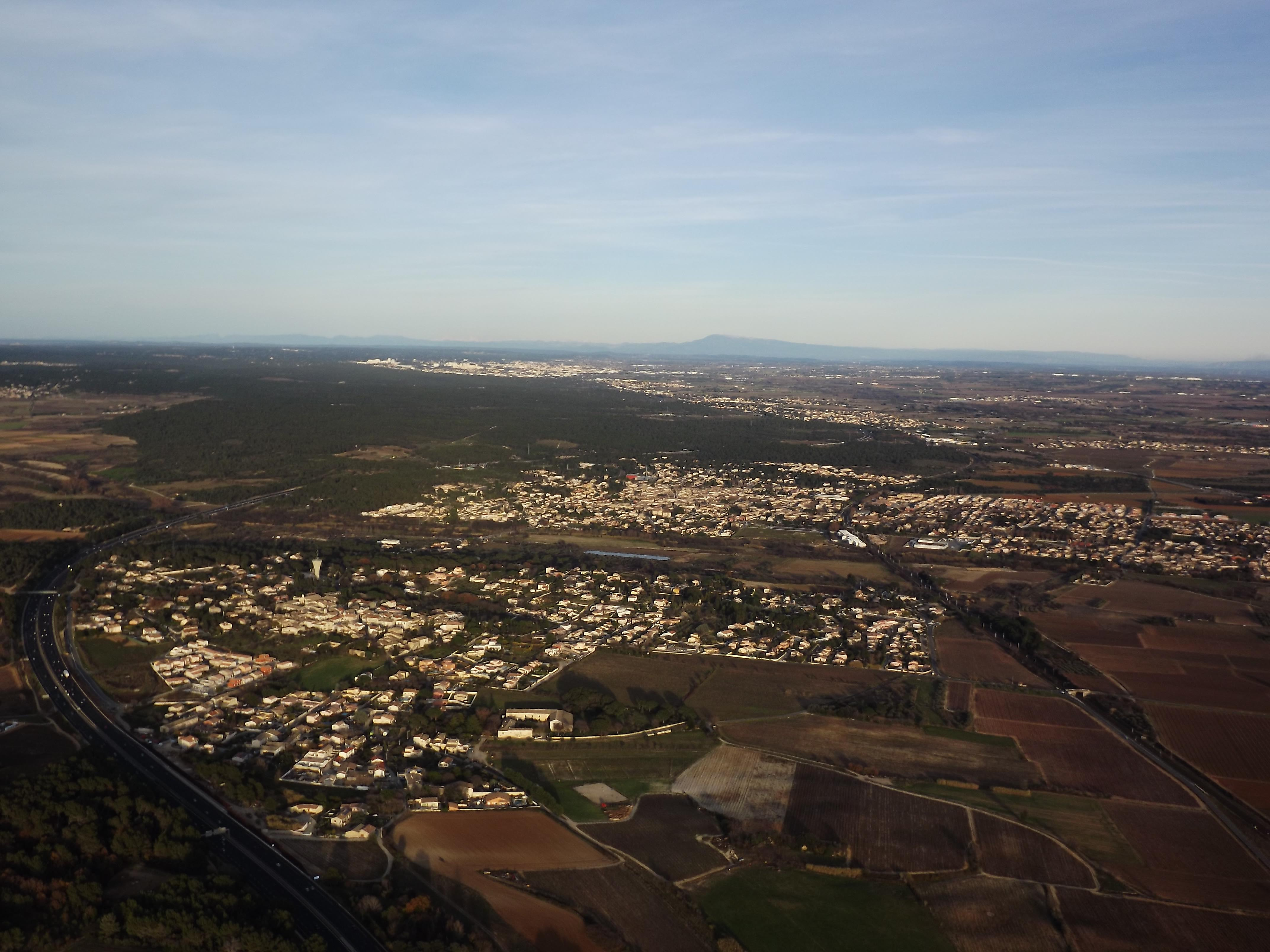

## Héraldique
| Blason | Blasonnement : De sinople aux trois barres de sables, au chat-huant d'argent becqué et membré d'or, au canton senestre chargé d'une angemme aussi d'or[réf. nécessaire]. |